# Блокфлейта
Блокфлейта (нем. Blockflöte) — продольная флейта со свистковым устройством. Имеет семь игровых отверстий на лицевой стороне и одно на тыльной. 
Основной вид — блокфлейта-сопрано с диапазоном до второй — ре четвёртой октавы. Длина около 33 см.

## Название
Под современным английским названием «англ. Recorder» инструмент известен как минимум с XIV века. Дэвид Ласоки сообщает о самом раннем использовании «англ. Recorder» в домашних счетах графа Дерби (позже короля Генриха IV ) в 1388 году, в которых регистрируется лат. i. fistula nomine Recordour (одна трубка называемая Блокфлейтой)
К XV веку это название закрепилось в английской литературе. Самые ранние упоминания находятся в "Temple of Glas" Джона Лидгейта ( 1430): «These lytylle herdegromys Floutyn al the longe day..In here smale recorderys, In floutys.» («Эти маленькие пастухи целый день играют ... на этих маленьких «англ. Recorder», флейтах».) и в «Падении принцев» Лидгейта ( ок. 1431 – 1438):«Pan, god off Kynde, with his pipes seuene, / Off recorderis fond first the melodies.»(«Пан, бог природы, со своими семью трубками, / рекордеры первыми нашли мелодии».)

### Этимология
Английское название инструментов «recorder» происходит от латинского recordari (вызывать в памяти, помнить, вспоминать) происходит из среднефранцузского языка (до 1349 года; запоминать, учить наизусть, повторять, связывать, декламировать, играть музыку) и производного от него ср.-франц. recordeur (ок. 1395; тот, кто пересказывает, менестрель).
Связь между различными, казалось бы, несопоставимыми значениями записывающего устройства и флейты можно отнести к роли средневекового жонглера в заучивании стихов наизусть и последующем их чтении, иногда с музыкальным сопровождением.
Английский глагол «record» (recorder, начало XIII века) означал «выучить наизусть, запомнить, перебирать в уме, декламировать», но он не использовался в английском языке для обозначения воспроизведения музыки до тех пор, пока XVI век, когда это слово приобрело значение «молча исполнять мелодию» или «петь или воспроизводить в песне» (оба почти полностью относятся к певчим птицам) много времени до того, как был назван магнитофон.
Партридж указывает, что использование инструмента жонглёрами привело к его ассоциации с глаголом: записывать действия менестреля, записывать инструмент менестреля. Причина, по которой английское название этого инструмента эквивалентно записывающему устройству, а не одному из других инструментов, на которых исполняют мелодии менестрели, неясна.

## Описание
Формирование струи воздуха и её направление на лабиум осуществляется свистковым устройством, находящимся в мундштучной части инструмента. Блокфлейта имеет семь пальцевых отверстий на лицевой стороне корпуса и одно отверстие (называемое октавным клапаном) сзади. 
Для извлечения всех нот хроматического звукоряда применяется неполное закрытие отверстий и особые вилочные аппликатуры. Для облегчения взятия некоторых полутонов два нижних отверстия на флейте часто делают двойными.
Современные блокфлейты изготавливаются не только из дерева, но и из пластика. Качественные пластиковые инструменты обладают хорошими музыкальными возможностями. Плюсом таких инструментов также является их дешевизна, прочность — они не так подвержены риску треснуть как дерево, точность изготовления методом горячего прессования с последующей доводкой с высокой точностью, гигиеничность (они не боятся влаги и отлично переносят «купание»). Тем не менее, по мнению большинства исполнителей, лучше всего звучат именно деревянные флейты. Для изготовления традиционно используется самшит или фруктовые деревья (груша, слива), для бюджетных моделей — как правило, клён, а профессиональные инструменты часто изготавливаются из пород красного дерева.
Есть возможность расширить диапазон, на половину тона вниз, если частично закрыть раструб. Некоторые инструменты позволяют взять более высокие ноты, чем указано в стандартном диапазоне. Возможность такого расширения во многом зависит от качества блокфлейты, а аппликатура такого расширения может сильно разниться в зависимости от производителя. 
У профессиональных исполнителей дополнительный расширенный диапазон по качеству звучания не отличается от стандартного диапазона.

## Виды
| Звук | Вид                   | Диапазон                           | Описание                                   |
| ---- | --------------------- | ---------------------------------- | ------------------------------------------ |
|      | Гаркляйн (в строе С)  | до третьей — ля четвёртой октавы   |                                            |
|      | Сопранино (в строе F) | фа второй — соль четвёртой октавы  | Нотируется октавой ниже реального звучания |
|      | Сопрано (С)           | до второй — ре четвёртой октавы    | Нотируется октавой ниже. Длина около 33 см |
|      | Альт (F)              | фа первой — соль третьей октавы    |                                            |
|      | Тенор (С)             | до первой — ре третьей октавы      |                                            |
|      | Бас (F)               | фа малой — соль второй октавы      | Нотируется октавой ниже в басовом ключе    |
|      | Гроссбас (C)          | до малой — ре второй октавы        |                                            |
|      | Контрабас (F)         | фа большой — соль первой октавы    |                                            |
|      | Субгроссбас (C)       | до большой — ре первой октавы      |                                            |
|      | Субконтрабас (F)      | фа контроктавы — соль малой октавы |                                            |

Блокфлейты обычно имеют строй До или Фа (C, F), что обозначает самый низкий извлекаемый на них звук. Наиболее распространённые разновидности по высоте звучания: сопранино, сопрано, альт, тенор, бас.
- Сопрано
- Альт
- Бас
- Сопранино, сопрано, альт, тенор
- Гаркляйн, сопрано барочной системы. Нижние отверстия двойные
- Сопрано германской системы. Нижние отверстия одинарные
- Тыльная сторона

## Аппликатура
По аппликатуре могут быть ренессансной (немецкой или модерновой) или барочной (английской) системы, отличающиеся в нотах F, F# обеих октав, G# верхней октавы (для сопрано в До). Внешне их можно отличить по уменьшенному относительно других отверстию: у германской системы это пятое отверстие сверху, у барочной — четвёртое.
Наиболее удобные для исполнения тональности для блокфлейты в строе До это До мажор и параллельный Ля минор. Используя понижение седьмой ступени До мажора (ноты H) добавляются Ре минор и Фа мажор.
| c2 | d2 | e2 | f2 | g2 | a2 | h{\displaystyle \flat }2 | h2 | с3 | d3 | e3 | f3 | g3 | a3 | h{\displaystyle \flat }3 | h3 | c4 | d4 |
| -- | -- | -- | -- | -- | -- | ------------------------ | -- | -- | -- | -- | -- | -- | -- | ------------------------ | -- | -- | -- |
|    |    |    | GB |    |    |                          |    |    |    |    | GB |    |    |                          |    |    |    |

 — открыто,  — закрыто,  — закрыто частично. G — для флейты германской системы, B — для барочной.
- Пример комбинации нот и аппликатуры (табулатуры) для германской флейты
- Для барочной флейты

## История
Известна в Европе с XI века. Исторические названия: фр. flûte à bec — «флейта с клювообразным мундштуком», flûte douce — «нежная флейта», flûte d’Angletterre — «английская флейта».

### XIV век
Переход от музыки Ars Antiqua к музыке Ars Nova сопровождался реформой нотации и, по всей видимости, ускорением используемых темпов. Музыка Позднего Средневековья отличается от более ранней в первую очередь виртуозностью, а изменение акустических условий исполнения и появление феномена разделения инструментов по группам исходя из их функции (а не только по громкости, как обычно происходило ранее), потребовало переработки конструкций уже имеющихся инструментов. Появление заднего — «октавного» — клапана у продольной флейты позволило сделать её тембр и громкость более ровной во всём диапазоне, а также сделать тембр более «мягким» и «лёгким». В будущем такой тембр позволит блокфлейте оправдать своё итальянское название «Flauto Dolce» («нежная флейта»). Блокфлейты того времени имели цилиндрическое сверление и производились из цельного куска дерева. Блокфлейты имели спереди семь отверстий, самое низкое было продублировано для возможности играть как левой так и правой рукой — многие музыканты использовали обратное положение рук. Ненужное отверстие заделывалось воском.
На данный момент найдено шесть средневековых блокфлейт, также об их использовании говорят многие изображения, на которых, правда, чаще всего видна только передняя сторона. Тем не менее имеются отдельные находки. 
В 1940 году во время раскопок замка недалеко от голландского города Дордрехт была найдена так называемая «Dordrecht-Flöte». Её состояние не позволяет на ней играть, но можно сделать интересные выводы об инструментах того времени. Только в августе 2005 года в Тарту (Эстония) нашли другую флейту, происхождение которой может быть датировано второй половиной XIV века. В этой модели отсутствует двойное отверстие для мизинца, все отверстия расположенные в ряд для игры с обычным или обратным положением рук.
В настоящее время есть мастерские, которые занимаются восстановлением и реконструкцией этих инструментов.

### XV—XVI века
В период Возрождения музыкальные композиции как правило не имели строгой инструментальной определённости. Инструментальные ансамбли исполняли танцевальную музыку (Пьер Аттеньян, Pierre Phalèse, Тильман Сузато). И с другой стороны, они играли также вокальную музыку: мессы, мотеты или канцоны. Инструменты могли как заменять, так и дублировать голоса. Вокальная музыка могла исполняться инструментальными ансамблями (такие однородные ансамбли назывались "Consort"). В зависимости от способностей исполнителей, произведения украшались импровизациями. Представление о высоком уровне игра на флейте этого времени дают учебники «La Fontegara la quale insegno di suonare il flauto» (1535) Сильвестро Ганасси и «Instrumentalis deudsch Musica» (1529) Мартина Агриколы. Блокфлейты не были редкостью в этот период. К примеру, в имении графа Фуггера (1529 — 1569) из 507 духовых инструментов 111 были флейты. В этот период были разработаны различные размеры блокфлейт. Низкие инструменты были размером более 2,5 метров (в Городском музее в Вероне имеется флейта длинной 2,85 метра). Эти очень большие флейты для самого низкого отверстия имели клапан.

### XVII—XVIII века
В музыке барокко окончательно разделились инструментальная и вокальная музыка. В дополнение к более высокому спросу на виртуозность инструмента изменились требования к тембру. Он должен был отличаться от тембра человеческого голоса. У флейты это было достигнуто рядом конструкционных изменений. Корпус инструмента стал состоять из трёх частей. Сверление стало коническим (внизу уже, чем вверху), отверстия стали ближе друг к другу. Звук блокфлейты стал светлее, ярче и богаче обертонами. Вместо дублирования нижнего отверстия нижняя часть флейты стала подвижной, так что музыканты могли сами передвинуть её в удобное для себя положение.
Композиторы барокко писали музыку для различных ансамблей блокфлейт. Окончательно утверждается в качестве сольного инструмента в сонатах и частично в концертах блокфлейта альт (в меньшей степени сопрано и сопранино). На стыке эпох ренессанса и барокко итальянский композитор Клаудио Монтеверди использует в оркестровке своей оперы «Орфей» блокфлейты наряду с трубами, тромбонами и струнными инструментами. Точно так же в стиле раннего барокко написана первая и на сегодняшний день самая обширная сольная работа для блокфлейты «Fluyten Lust-hof» (печатное издание в трёх томах с 1648 по 1654 годы) слепого флейтиста Якоба ван Эйка из Утрехта.
Антонио Вивальди написал среди прочего три концерта для «flautino», то есть блокфлейты сопранино. Он также написал несколько весьма виртуозных концертов для блокфлейты альт и струнных.
Иоганн Себастьян Бах использовал блокфлейты альт в качестве солирующих инструментов в Бранденбургских концертах № 2 и № 4, в кантатах и страстях.
В Англии для блокфлейты писал Генри Пёрселл. Позже был Георг Фридрих Гендель, который в свой долгий творческий период в Лондоне создал ряд сонат для блокфлейты и бассо континуо. Было также известно много переложений известных композиторов для блокфлейты, например Folia-Variationen Арканджело Корелли.
Из другие композиторов эпохи барокко, писавших много для блокфлейты, можно назвать французов Оттетерра, Нодо, двоюродных братьев Лёйе, прозванных «Гентским» и «Лондонским», итальянских современников Вивальди: Марчелло, Саммартини и Манчини. Среди немецких композиторов наряду с Бахом выдающиеся произведения для блокфлейты оставили Маттезон, Телеман и Шикхардт.
В стиле позднего барокко блокфлейты долго сосуществовали с новыми (поперечными) флейтами. Особенно яркие примеры: Концерт ми минор для блокфлейты, флейты и струнного оркестра Г. Ф. Телемана и Трио-соната до мажор для блокфлейты, флейты и бассо континуо Кванца.
Вытеснение из профессиональной музыки
В музыке классицизма (XVIII—XIX) и романтизма (XIX—XX) блокфлейта не заняла должного места. Название флейта (итал. flauto) до 1750 года относилось к блокфлейте, поперечная же называлась «flauto traverso» или просто «traversa». После этого и до сегодняшнего дня под флейтой в первую очередь подразумевается поперечная флейта.
В период с конца XVII до конца XVIII века блокфлейту постепенно вытеснила из оркестра более совершенная по мнению многих поперечная флейта, обладающая по сравнению с блокфлейтой богатым выразительным тембром, динамичностью, широким диапазоном и техническими возможностями.

### Современность
В XX веке в европейских странах (особенно Англии и Германии) началось возрождение блокфлейты как инструмента аутентичного исполнительства старинной и церковной музыки. Благодаря своим небольшим размерам, простоте конструкции и освоения, блокфлейта-сопрано нашла своё массовое применение в сфере начального музыкального образования детей в школах и любительского музицирования.

## Конструкция

### Материалы
| Некоторые лиственные породы использовались для изготовления блокфлейт |
| --- |
| - Кленовая (Acer pseudoplatanus, Удельный вес 0.63) - Груша (Pyrus communis, Удельный вес 0.65), - Слива (Prunus domestica, Удельный вес 0.79), - Самшит (Calycophyllum multiflorum, Удельный вес 0.8), - Самшит (Gossypiospermum praecox, Удельный вес 0.8), - Оливковое дерево (Olea europaea, Удельный вес 0.85), - Самшит (Buxus sempervirens, Удельный вес 0.95), - Палисандр (Dalbergia decipularis, Удельный вес 0.95), - Палисандр (Dalbergia retusa, Удельный вес 1.05), - Палисандр или Бразильское королевское (Dalbergia cearensis, Удельный вес 1.2),), - Эбеновое (Diospyros perrieri, Удельный вес 1.1), - Палисандр (Dalbergia melanoxylon, Удельный вес 1.2) |

Блокфлейты исторически изготавливались из твёрдых пород дерева и слоновой кости, иногда с металлическими клавишами.В современности пластмассы широко используются в массовом производстве блокфлейт, а также некоторыми отдельными производителями
Сегодня для изготовления корпусов блокфлейт используются самые разные твёрдые породы дерева.
Относительно меньше разновидностей древесины используется для изготовления мундштука, часто изготавливающегося из красного кедра из-за его устойчивости к гниению, способности поглощать воду, и низкого расширения во влажном состоянии. Относительно недавнее нововведение - использование синтетической керамики при производстве блокфлейт.

## Современные разработки
Сейчас производятся некоторые новые модели блокфлейт, например блокфлейты с квадратным поперечным сечением могут быть дешевле в производстве и иметь бо́льшие размеры, чем сопоставимые блокфлейты, изготовленные токарным способом. Еще одна область - разработка инструментов с большим динамическим диапазоном и более мощными нижними нотами. Благодаря этому современному дизайну легче быть услышанным на концертах. Наконец, становятся доступными блокфлейты с расширением полутона вниз; такие инструменты могут брать целых три октавы.